# Sonny Shroyer
Otis Burt Shroyer Jr. detto Sonny (Valdosta, 28 agosto 1935) è un attore statunitense.
Ha recitato in diverse serie televisive ma quella che gli ha dato più notorietà è stata la serie televisiva Hazzard in cui interpretava il ruolo del vice-sceriffo della Contea, Enos Strate.
Dal suo ruolo di Enos fu creata una serie televisiva di 18 puntate parallela ad Hazzard chiamata Enos.
Dalla moglie, Paula, ha avuto due figli: Chris e Mark.

## Filmografia parziale

### Cinema
- Quella sporca ultima meta (The Longest Yard), regia di Robert Aldrich (1974)
- Il diavolo e Max (The Devil and Max Devlin), regia di Steven Hilliard Stern (1981)
- Sola con l'assassino (Love Crimes), regia di Lizzie Borden (1992)
- Forrest Gump, regia di Robert Zemeckis (1994)
- Bastard Out of Carolina, regia di Anjelica Huston (1996)
- L'uomo della pioggia - The Rainmaker (The Rainmaker), regia di Francis Ford Coppola (1997)
- Una canzone per Bobby Long (A Love Song for Bobby Long), regia di Shainee Gabel (2004)

### Televisione
- Hazzard (The Dukes of  Hazzard) - serie TV, 98 episodi (1978-1985)
- Enos – serie TV, 18 episodi (1980-1981)
- The Rosa Parks Story, regia di Julie Dash - film TV (2002) - James F. Blake

## Doppiatori italiani
Nelle versioni in italiano delle opere in cui ha recitato, Sonny Shroyer è stato doppiato da:
- Emilio Bonucci in Hazzard (st. 1-5)
- Giorgio Locuratolo in Hazzard (st. 6-7)
- Antonio Salines in Enos
- Cesare Barbetti in Forrest Gump
- Gianluca Tusco in L'uomo della pioggia - The Rainmaker
- Ambrogio Colombo in Hazzard 20 anni dopo
- Fabrizio Pucci in Hazzard - Bo e Luke vanno ad Hollywood